# Дидаскалия
Дидаскалия (др.-греч. Διδασκαλία дословно «наука; инструкция») — первоначально в античной Элладе «постановка на сцене» и «наставления», которые давали авторы театральных пьес актёрам и участникам хора. Затем область применения термина расширилась. Под дидаскалией стали также понимать официальный отчёт о театральных представлениях во время праздников. Эти документы в Афинах обработал Аристотель в одноимённом трактате «Дидаскалии». Сохранившиеся фрагменты «Дидаскалий» стали важным источником истории античного театра.
Термин «дидаскалия» приобрёл отличный от театрального смысл в христианстве. Под ним понимают один из видов проповеди — проповедь-поучение. Дидаскалами стали называть учителей.

## В театре
Первоначально в античной Элладе дидаскалией называли «постановку на сцене» и «наставления», которые давали драматурги актёрам и хоревтам (участникам хора). Затем область применения термина расширилась. Дидаскалией могли обозначать театральные представления, состязания драматургов, отдельные пьесы, тетралогии, пересмотренное или изменённое издание театральной пьесы.
В современном употреблении под термином «дидаскалия» часто понимают протокол или отчёт театральных постановок. В Афинах несколько раз в год во время тех или иных праздников проводили состязания драматургов с их новыми произведениями. По окончании представлений архонт составлял список авторов, названий театральных произведений, а также имён главных актёров протагонистов. Эти списки хранили в архиве вместе с другими законодательными актами и официальными документами. Впоследствии (неизвестно, когда именно) дидаскалии перенесли в храм бога виноделия Диониса, расположенный неподалёку от городского театра. Дидаскалии, подобные греческим, составляли и в Риме. Их могли помещать и на мраморных плитах.
Впервые эти документы обработал Аристотель в своём несохранившемся до наших дней трактате «Дидаскалии». Из этого труда Аристотеля черпали информацию античные учёные, в том числе филологи из александрийской школы, которые сопровождали дидаскалиями поздние издания рукописей классиков. Благодаря сохранившимся фрагментам дидаскалий до современников дошли сведения о времени постановок античных пьес, как трагедий, так и комедий, особенностях деятельности античного театра.
В более узкой интерпретации дидаскалия — указания и пояснения автора театральной пьесы.

## В христианстве
Термин «дидаскалия» приобрёл отличный от театрального смысл в христианстве. Будучи калькой от слова др.-греч. διδάσκω («учить, обучать, поучать; наставлять») под дидаскалией понимают один из типов проповеди — проповедь-поучение. Апокриф «Дидаскалия Апостолов» (греч. Διδασκαλία τῶν ἀποστόλων) III—IV века могут переводить как «Наставление (учение) Апостолов».
Впоследствии «дидаскалами» стали называть учителей. У разных народов и в разные эпохи термин, сохраняя основное значение, приобретал различные смысловые оттенки. В Византии дидаскалиями называли произведения учителей-дидаскалов. Учителя-клирики в светских школах также назывались дидаскалами, так как в их обязанности входило проповедование. В современных церквях «дидаскал» стал почётным титулом.